# شهرستان مریلند
شهرستان مریلند (به لاتین: Maryland County) یکی از ۱۵ شهرستان کشور لیبریا است که در جنوب آن واقع شده‌است. شهرستان مریلند ۲٬۲۹۷ کیلومتر مربع مساحت و ۱۳۶٬۴۰۴ نفر جمعیت دارد.